# 里沃迪库埃农
里沃迪库埃农（法語：Rives-du-Couesnon，法語發音：[ʁiv dy kwenɔ̃]）是法国伊勒-维莱讷省的一个市镇，位于该省东北部，属于富热尔-维特雷区。

## 地名
“里沃迪库埃农”（Rives-du-Couesnon）一名在法语中意为“庫埃農河岸”。

## 历史
里沃迪库埃农成立于2019年1月1日，由以下4个市镇合并而成：
- 圣乔治德谢内（Saint-Georges-de-Chesné）
- 库埃农河畔圣让（Saint-Jean-sur-Couesnon）
- 库埃农河畔圣马克（Saint-Marc-sur-Couesnon）
- 旺代勒（Vendel）

其中库埃农河畔圣让为政府驻地。

## 地理
里沃迪库埃农（48°17'26"N, 1°22'2"W）面积48.36 平方千米，位于法国布列塔尼大區伊勒-维莱讷省，该省份为法国西北部沿海省份，位于布列塔尼半岛东部，北濒大西洋，西接阿摩尔滨海省和莫尔比昂省，南至大西洋卢瓦尔省，西南端接曼恩-卢瓦尔省，东临马耶讷省，东北与芒什省接壤。
与里沃迪库埃农接壤的市镇（或旧市镇、城区）包括：拉沙佩勒圣欧贝尔、比耶、孔布尔蒂耶、默塞、圣欧班迪科尔米耶、库埃农河畔梅济耶尔、圣旺德萨勒、圣伊莱尔德朗德、圣索沃尔德朗德、尚容河畔利夫雷。
里沃迪库埃农的时区为UTC+01:00、UTC+02:00（夏令时）。

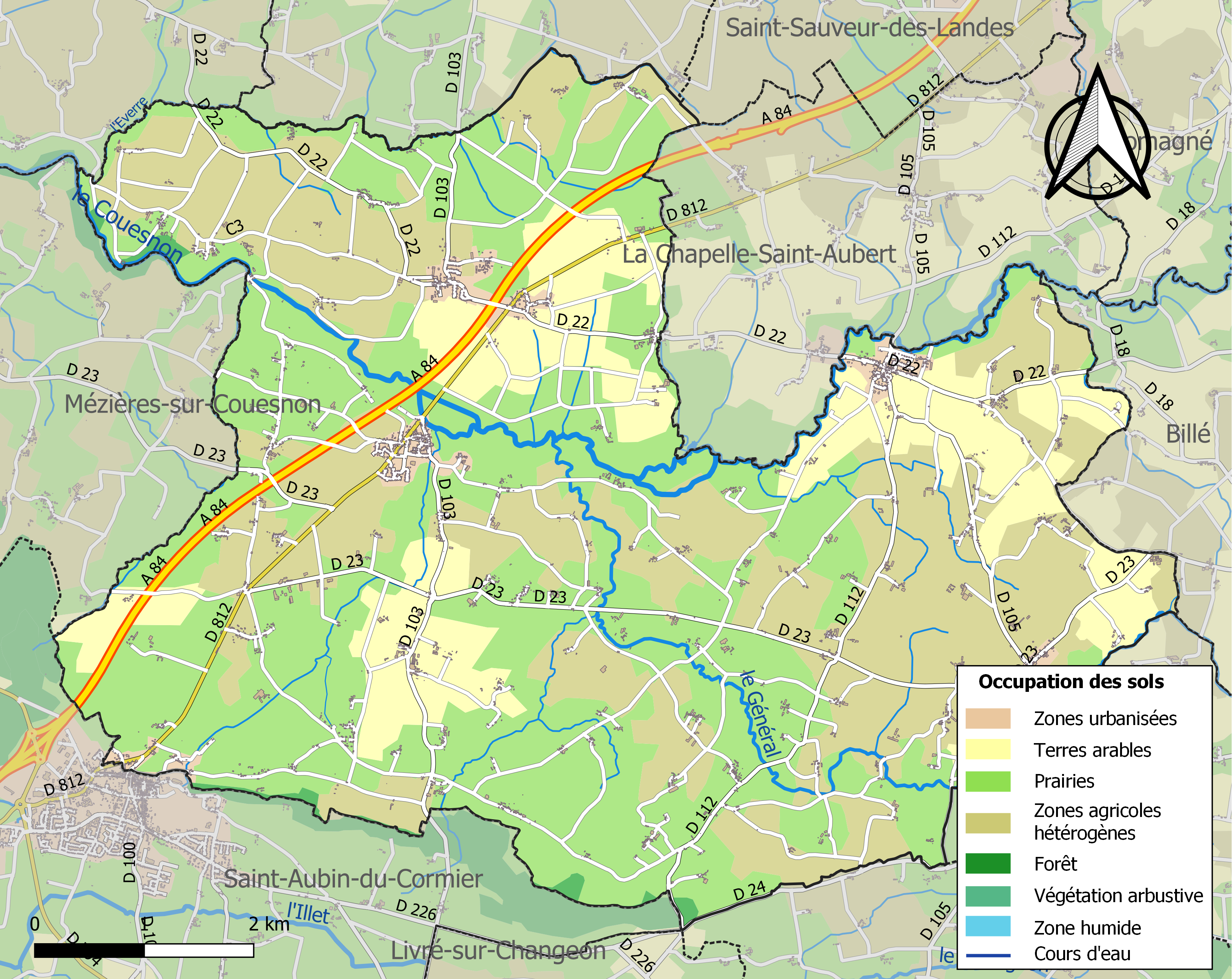
里沃迪库埃农的OSM定位图

## 行政
里沃迪库埃农的邮政编码为35140，INSEE市镇编码为35282。

## 政治
里沃迪库埃农所属的省级选区为富热尔第一县。

## 人口
里沃迪库埃农于2022年1月1日时的人口数量为2919人。